# Xã Wolf Island, Quận Mississippi, Missouri
Xã Wolf Island (tiếng Anh: Wolf Island Township) là một xã thuộc quận Mississippi, tiểu bang Missouri, Hoa Kỳ. Năm 2010, dân số của xã này là 105 người.